# I. Lipót osztrák herceg
I. Lipót (1290. augusztus 4., Bécs – 1326. február 28., Strasbourg) osztrák és stájer uralkodó herceg 1308-tól. I. Albert német király harmadik fiaként született. Szülei halála után ő lett a Habsburg-család feje és 1308-tól bátyjával, Frigyessel együtt Ausztria hercege. 1315-ben döntő vereséget szenvedett a svájci kantonoktól Morgartennél. Minden erejét latba vetette hogy bátyját a császári trónra ültethesse. Miután Frigyes Bajor Lajos fogságába esett az 1322. szeptember 28-án lezajlott mühldorfi csata után minden követ megmozgatott, hogy kiszabadítsa őt.
Lipót feleségül vette Savoyai Katalint (1284 – 1336), V. Amadé savoyai gróf lányát 1315-ben. Két lányuk született:
- Katalin (1315 – 1349)
- Ágnes (1315 – 1392)

## Emlékezete
Carrarai márványból faragott életnagyságú szobrát felállították a Hadvezérek csarnokában, a bécsi Hadtörténeti Múzeumban.
| Előző uralkodó: I. Albert | Ausztria hercege 1308 – 1326 | Következő uralkodó: III. Frigyes |